# Donizete Oliveira
Donizete Oliveira (* 21. únor 1968) je bývalý brazilský fotbalista.

## Reprezentační kariéra
Donizete Oliveira odehrál za brazilský národní tým v letech 1990–2000 celkem 6 reprezentačních utkání.

## Statistiky
| Brazílie | Brazílie | Brazílie |
| Roky     | Záp.     | Góly     |
| -------- | -------- | -------- |
| 1990     | 3        | 0        |
| 1991     | 2        | 0        |
| 1992     | 0        | 0        |
| 1993     | 0        | 0        |
| 1994     | 0        | 0        |
| 1995     | 0        | 0        |
| 1996     | 0        | 0        |
| 1997     | 0        | 0        |
| 1998     | 0        | 0        |
| 1999     | 0        | 0        |
| 2000     | 1        | 0        |
| Celkem   | 6        | 0        |